# Olaf Thon
Olaf Thon (Gelsenkirchen, 1º maggio 1966) è un ex calciatore e allenatore di calcio tedesco,  di ruolo difensore o centrocampista.

## Carriera

### Club
Thon ha debuttato da professionista a soli 17 anni, con lo FC Schalke 04. Il suo impatto fu immediato, visto che segnò 14 gol in 38 partite, decisive nell'aiutare la squadra di Gelsenkirchen a tornare nella Bundesliga nel 1984. Sempre in quella stagione segnò una tripletta contro il Bayern Monaco nella DFB-Pokal 1983-1984, in un 6-6 casalingo in semifinale; i bavaresi alla fine vinsero la partita di ripetizione e anche il torneo.
Il 24 agosto 1984 Thon fece la sua prima apparizione nella massima lega tedesca, scendendo in campo nella sconfitta per 1-3 in casa del Borussia Mönchengladbach. Durante la Bundesliga 1984-85 e le tre stagioni successive, terminò la stagione una sola volta senza andare in doppia cifra, saltando raramente una partita per la squadra.

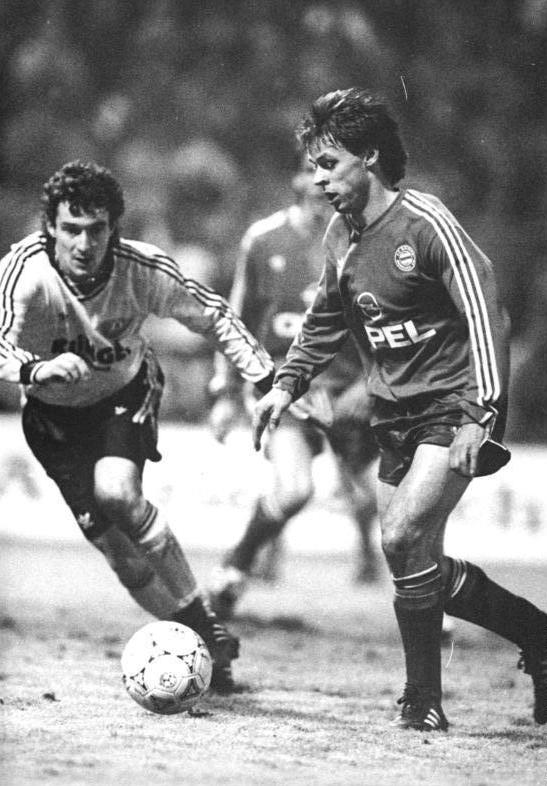
Thon con il Bayern Monaco nel 1990

Nell'estate del 1988, Thon passò al FC Bayern Monaco, come sostituto di Lothar Matthäus, a sua volta trasferitosi all'Inter. Nella sua prima stagione segnò 8 gol in 32 partite, aiutando la squadra a conquistare del campionato, cosa che avvenne anche nella l'anno successivo, con il giocatore che andò nuovamente in gol in 8 occasioni.
Dopo sei stagioni, Thon tornò al suo primo club, lo Schalke, nel 1994, all'età di 28 anni, dopo aver vinto un altro scudetto nella Bundesliga 1993-1994, anche se non fu decisivo, poiché passò la maggior parte della stagione infortunato e inoltre Matthäus era tornato al Bayern. Durante il suo secondo periodo nella squadra di Gelsenkirchen, ha giocato quasi esclusivamente come libero e, al suo terzo anno, ha giocato in un totale di 46 partite ufficiali, aiutando il suo club a vincere la Coppa UEFA 1996-1997, andando anche in gol nella lotteria dei rigori contro l'Inter.
Nei suoi ultimi anni, Thon ha sofferto di parecchi infortuni, scendendo in campo solamente in nove partite nelle sue ultime due stagioni messe insieme. Si ritirò nel giugno 2002 all'età di 36 anni, con un totale di 443 partite e 82 gol in Bundesliga.
Soprannominato Der Professor, in italiano il professore era un giocatore polivalente che rappresentava un elemento di assoluta fiducia per gli allenatori: iniziò come esterno destro per poi arretrare il suo raggio d'azione come centrocampista centrale o mezzala. Dotato di talento e tecnica, capace di muoversi tra le linee, in possesso di un ottimo fiuto per il gol e anche di una spiccata capacità di dettare i ritmi del gioco mandando spesso i compagni a rete. Nonostante la statura più asciutta e minuta fu riconosciuto come il perfetto erede di Lothar Matthaus con una vocazione ben più offensiva rispetto a quest'ultimo.
Uno dei suoi più grandi estimatori fu Sven Goran Eriksson, il quale lo corteggiò a lungo sia quando allenò la Roma,che la Fiorentina inoltre Thon fu cercato continuamente da squadre italiane come l'Inter, la Sampdoria e, in età più avanzata, il Bari preferendo però di rimanere in Germania riconoscendo il suo stile più adatto al calcio tedesco

### Nazionale
Vanta 52 presenze e 3 reti con la selezione tedesca (di cui una a Euro 1988 nel successo per 2-0 contro la Danimarca), partecipando a un Europeo e 3 Mondiali, tra cui quelli vinti dai tedeschi in Italia (1986, 1990 e 1998).

## Statistiche

### Cronologia presenze e reti in nazionale
| Cronologia completa delle presenze e delle reti in nazionale ― Germania Ovest | Cronologia completa delle presenze e delle reti in nazionale ― Germania Ovest | Cronologia completa delle presenze e delle reti in nazionale ― Germania Ovest | Cronologia completa delle presenze e delle reti in nazionale ― Germania Ovest | Cronologia completa delle presenze e delle reti in nazionale ― Germania Ovest | Cronologia completa delle presenze e delle reti in nazionale ― Germania Ovest | Cronologia completa delle presenze e delle reti in nazionale ― Germania Ovest | Cronologia completa delle presenze e delle reti in nazionale ― Germania Ovest |
| Data                                                                          | Città                                                                         | In casa                                                                       | Risultato                                                                     | Ospiti                                                                        | Competizione                                                                  | Reti                                                                          | Note                                                                          |
| ----------------------------------------------------------------------------- | ----------------------------------------------------------------------------- | ----------------------------------------------------------------------------- | ----------------------------------------------------------------------------- | ----------------------------------------------------------------------------- | ----------------------------------------------------------------------------- | ----------------------------------------------------------------------------- | ----------------------------------------------------------------------------- |
| 16-12-1984                                                                    | Ta' Qali                                                                      | Malta                                                                         | 2 – 3                                                                         | Germania Ovest                                                                | Qual. Mondiali 1986                                                           | -                                                                             | 46’                                                                           |
| 29-1-1985                                                                     | Amburgo                                                                       | Germania Ovest                                                                | 0 – 1                                                                         | Ungheria                                                                      | Amichevole                                                                    | -                                                                             | 46’                                                                           |
| 27-3-1985                                                                     | Saarbrücken                                                                   | Germania                                                                      | 6 – 0                                                                         | Malta                                                                         | Qual. Mondiali 1986                                                           | -                                                                             | 66’                                                                           |
| 17-4-1985                                                                     | Augusta                                                                       | Germania                                                                      | 4 – 1                                                                         | Bulgaria                                                                      | Amichevole                                                                    | -                                                                             | 46’                                                                           |
| 30-4-1985                                                                     | Praga                                                                         | Cecoslovacchia                                                                | 1 – 5                                                                         | Germania                                                                      | Qual. Mondiali 1986                                                           | -                                                                             | 81’                                                                           |
| 12-6-1985                                                                     | Città del Messico                                                             | Inghilterra                                                                   | 3 – 0                                                                         | Germania Ovest                                                                | Amichevole                                                                    | -                                                                             | 60’                                                                           |
| 17-11-1985                                                                    | Monaco di Baviera                                                             | Germania Ovest                                                                | 2 – 2                                                                         | Cecoslovacchia                                                                | Qual. Mondiali 1986                                                           | -                                                                             |                                                                               |
| 12-3-1986                                                                     | Francoforte sul Meno                                                          | Germania Ovest                                                                | 2 – 0                                                                         | Brasile                                                                       | Amichevole                                                                    | -                                                                             | Ammonizione                                                                   |
| 9-4-1986                                                                      | Basilea                                                                       | Svizzera                                                                      | 0 – 1                                                                         | Germania Ovest                                                                | Amichevole                                                                    | -                                                                             | 46’                                                                           |
| 11-5-1986                                                                     | Bochum                                                                        | Germania Ovest                                                                | 1 – 1                                                                         | Jugoslavia                                                                    | Amichevole                                                                    | -                                                                             |                                                                               |
| 24-9-1986                                                                     | Copenaghen                                                                    | Danimarca                                                                     | 0 – 2                                                                         | Germania Ovest                                                                | Amichevole                                                                    | 1                                                                             | 69’                                                                           |
| 29-10-1986                                                                    | Vienna                                                                        | Austria                                                                       | 4 – 1                                                                         | Germania Ovest                                                                | Amichevole                                                                    | -                                                                             | 66’                                                                           |
| 25-3-1987                                                                     | Tel-Aviv                                                                      | Israele                                                                       | 0 – 2                                                                         | Germania Ovest                                                                | Amichevole                                                                    | 1                                                                             |                                                                               |
| 18-4-1987                                                                     | Colonia                                                                       | Germania Ovest                                                                | 0 – 0                                                                         | Italia                                                                        | Amichevole                                                                    | -                                                                             |                                                                               |
| 9-9-1987                                                                      | Düsseldorf                                                                    | Germania Ovest                                                                | 3 – 1                                                                         | Inghilterra                                                                   | Amichevole                                                                    | -                                                                             |                                                                               |
| 23-9-1987                                                                     | Amburgo                                                                       | Germania Ovest                                                                | 1 – 0                                                                         | Danimarca                                                                     | Amichevole                                                                    | -                                                                             | 73’                                                                           |
| 14-10-1987                                                                    | Gelsenkirchen                                                                 | Germania Ovest                                                                | 1 – 1                                                                         | Svezia                                                                        | Amichevole                                                                    | -                                                                             |                                                                               |
| 18-11-1987                                                                    | Budapest                                                                      | Ungheria                                                                      | 0 – 0                                                                         | Germania Ovest                                                                | Amichevole                                                                    | -                                                                             |                                                                               |
| 12-12-1987                                                                    | Brasilia                                                                      | Brasile                                                                       | 1 – 1                                                                         | Germania Ovest                                                                | Amichevole                                                                    | -                                                                             |                                                                               |
| 16-12-1987                                                                    | Mar del Plata                                                                 | Argentina                                                                     | 1 – 0                                                                         | Germania Ovest                                                                | Amichevole                                                                    | -                                                                             |                                                                               |
| 31-3-1988                                                                     | Berlino                                                                       | Germania Ovest                                                                | 1 – 1 dts (2 – 4 dtr)                                                         | Svezia                                                                        | Amichevole                                                                    | -                                                                             |                                                                               |
| 2-4-1988                                                                      | Berlino                                                                       | Germania Ovest                                                                | 1 – 0                                                                         | Argentina                                                                     | Amichevole                                                                    | -                                                                             |                                                                               |
| 27-4-1988                                                                     | Kaiserslautern                                                                | Germania Ovest                                                                | 1 – 0                                                                         | Svizzera                                                                      | Amichevole                                                                    | -                                                                             | 46’                                                                           |
| 4-6-1988                                                                      | Brema                                                                         | Germania Ovest                                                                | 1 – 1                                                                         | Jugoslavia                                                                    | Amichevole                                                                    | -                                                                             | 46’                                                                           |
| 10-6-1988                                                                     | Düsseldorf                                                                    | Germania Ovest                                                                | 1 – 1                                                                         | Italia                                                                        | Euro 1988 - 1º turno                                                          | -                                                                             |                                                                               |
| 14-6-1988                                                                     | Gelsenkirchen                                                                 | Germania Ovest                                                                | 2 – 0                                                                         | Danimarca                                                                     | Euro 1988 - 1º turno                                                          | 1                                                                             |                                                                               |
| 17-6-1988                                                                     | Monaco di Baviera                                                             | Germania Ovest                                                                | 2 – 0                                                                         | Spagna                                                                        | Euro 1988 - 1º turno                                                          | -                                                                             | 47’                                                                           |
| 21-6-1988                                                                     | Amburgo                                                                       | Germania Ovest                                                                | 1 – 2 dts                                                                     | Paesi Bassi                                                                   | Euro 1988 - Semifinale                                                        | -                                                                             |                                                                               |
| 19-10-1988                                                                    | Monaco di Baviera                                                             | Germania Ovest                                                                | 0 – 0                                                                         | Paesi Bassi                                                                   | Qual. Mondiali 1990                                                           | -                                                                             | 50’                                                                           |
| 6-9-1989                                                                      | Dublino                                                                       | Irlanda                                                                       | 1 – 1                                                                         | Germania Ovest                                                                | Amichevole                                                                    | -                                                                             |                                                                               |
| 25-4-1990                                                                     | Stoccarda                                                                     | Germania Ovest                                                                | 3 – 3                                                                         | Uruguay                                                                       | Amichevole                                                                    | -                                                                             | 68’                                                                           |
| 26-5-1990                                                                     | Düsseldorf                                                                    | Germania Ovest                                                                | 1 – 0                                                                         | Cecoslovacchia                                                                | Amichevole                                                                    | -                                                                             | 76’                                                                           |
| 30-5-1990                                                                     | Gelsenkirchen                                                                 | Germania Ovest                                                                | 1 – 0                                                                         | Danimarca                                                                     | Amichevole                                                                    | -                                                                             | 67’                                                                           |
| 19-6-1990                                                                     | Milano                                                                        | Colombia                                                                      | 1 – 1                                                                         | Germania                                                                      | Mondiali 1990 - 1º turno                                                      | -                                                                             | 88’                                                                           |
| 4-7-1990                                                                      | Torino                                                                        | Germania                                                                      | 1 – 1 dts (4 – 3 dtr)                                                         | Inghilterra                                                                   | Mondiali 1990 - Semifinale                                                    | -                                                                             |                                                                               |
| Totale                                                                        |                                                                               | Presenze                                                                      | 35                                                                            |                                                                               | Reti                                                                          | 3                                                                             |                                                                               |

| Cronologia completa delle presenze e delle reti in nazionale ― Germania | Cronologia completa delle presenze e delle reti in nazionale ― Germania | Cronologia completa delle presenze e delle reti in nazionale ― Germania | Cronologia completa delle presenze e delle reti in nazionale ― Germania | Cronologia completa delle presenze e delle reti in nazionale ― Germania | Cronologia completa delle presenze e delle reti in nazionale ― Germania | Cronologia completa delle presenze e delle reti in nazionale ― Germania | Cronologia completa delle presenze e delle reti in nazionale ― Germania |
| Data                                                                    | Città                                                                   | In casa                                                                 | Risultato                                                               | Ospiti                                                                  | Competizione                                                            | Reti                                                                    | Note                                                                    |
| ----------------------------------------------------------------------- | ----------------------------------------------------------------------- | ----------------------------------------------------------------------- | ----------------------------------------------------------------------- | ----------------------------------------------------------------------- | ----------------------------------------------------------------------- | ----------------------------------------------------------------------- | ----------------------------------------------------------------------- |
| 9-9-1992                                                                | Copenaghen                                                              | Danimarca                                                               | 1 – 2                                                                   | Germania                                                                | Amichevole                                                              | -                                                                       | 73’                                                                     |
| 14-10-1992                                                              | Dresda                                                                  | Germania                                                                | 1 – 1                                                                   | Messico                                                                 | Amichevole                                                              | -                                                                       | Ammonizione                                                             |
| 20-12-1992                                                              | Montevideo                                                              | Uruguay                                                                 | 1 – 4                                                                   | Germania                                                                | Amichevole                                                              | -                                                                       |                                                                         |
| 24-3-1993                                                               | Glasgow                                                                 | Scozia                                                                  | 0 – 1                                                                   | Germania                                                                | Amichevole                                                              | -                                                                       |                                                                         |
| 14-4-1993                                                               | Bochum                                                                  | Germania                                                                | 6 – 1                                                                   | Ghana                                                                   | Amichevole                                                              | -                                                                       |                                                                         |
| 10-9-1997                                                               | Dortmund                                                                | Germania                                                                | 4 – 0                                                                   | Armenia                                                                 | Qual. Mondiali 1998                                                     | -                                                                       |                                                                         |
| 11-10-1997                                                              | Hannover                                                                | Germania                                                                | 4 – 3                                                                   | Albania                                                                 | Qual. Mondiali 1998                                                     | -                                                                       | 9’                                                                      |
| 18-2-1998                                                               | Mascate                                                                 | Oman                                                                    | 0 – 2                                                                   | Germania                                                                | Amichevole                                                              | -                                                                       |                                                                         |
| 22-2-1998                                                               | Riyadh                                                                  | Arabia Saudita                                                          | 0 – 3                                                                   | Germania                                                                | Amichevole                                                              | -                                                                       | 46’                                                                     |
| 25-3-1998                                                               | Stoccarda                                                               | Germania                                                                | 1 – 2                                                                   | Brasile                                                                 | Amichevole                                                              | -                                                                       |                                                                         |
| 22-4-1998                                                               | Colonia                                                                 | Germania                                                                | 1 – 0                                                                   | Nigeria                                                                 | Amichevole                                                              | -                                                                       |                                                                         |
| 27-5-1998                                                               | Helsinki                                                                | Finlandia                                                               | 0 – 0                                                                   | Germania                                                                | Amichevole                                                              | -                                                                       | 73’                                                                     |
| 30-5-1998                                                               | Francoforte                                                             | Germania                                                                | 3 – 1                                                                   | Colombia                                                                | Amichevole                                                              | -                                                                       |                                                                         |
| 5-6-1998                                                                | Mannheim                                                                | Germania                                                                | 7 – 0                                                                   | Lussemburgo                                                             | Amichevole                                                              | -                                                                       | 74’                                                                     |
| 15-6-1998                                                               | Parigi                                                                  | Germania                                                                | 2 – 0                                                                   | Stati Uniti                                                             | Mondiali 1998 - 1º turno                                                | -                                                                       |                                                                         |
| 21-6-1998                                                               | Lens                                                                    | Germania                                                                | 2 – 2                                                                   | Jugoslavia                                                              | Mondiali 1998 - 1º turno                                                | -                                                                       |                                                                         |
| 25-6-1998                                                               | Montpellier                                                             | Germania                                                                | 2 – 0                                                                   | Iran                                                                    | Mondiali 1998 - 1º turno                                                | -                                                                       | 46’                                                                     |
| Totale                                                                  |                                                                         | Presenze                                                                | 17                                                                      |                                                                         | Reti                                                                    | 0                                                                       |                                                                         |

## Palmarès

### Giocatore

#### Club

##### Competizioni nazionali
- Campionato tedesco: 3

Bayern Monaco: 1988-89, 1989-90, 1993-94
- Supercoppa di Germania: 1

Bayern Monaco: 1990
- Coppa di Germania: 2

Schalke 04: 2000-01, 2001-02

##### Competizioni internazionali
- Coppa UEFA: 1

Schalke 04: 1996-97

#### Nazionale
- Campionato mondiale: 1

Italia 1990